# صفية البغدادية
صفية البغدادية هي شاعرة عربية عراقية من العصر العباسي، عاشت في القرن الثاني عشر، اشتهرت بأشعار الغزل بالرجال والمدح لنفسها.
قال ابن النجار: ذكرها أبو العلاء محمد بن محمود النيسابوري قاضي غزنة في كتابه:
```
سر السرور الذي جمعه في أخبار شعراء عصره. وأورد لها:
[
2
]
```